# Schlacht bei Carrhae
Die Schlacht bei Carrhae fand Anfang Mai/Anfang Juni (die Datierungen schwanken in der Forschungsliteratur, in der neueren Forschung tendiert man aber zum 9. Juni) des Jahres 53 v. Chr. 30 Kilometer südlich von Carrhae, dem heutigen Harran, im nördlichen Teil des zur Türkei gehörenden Mesopotamiens statt. Sie war die erste große Schlacht im Rahmen der Partherkriege.

## Rom und die Parther

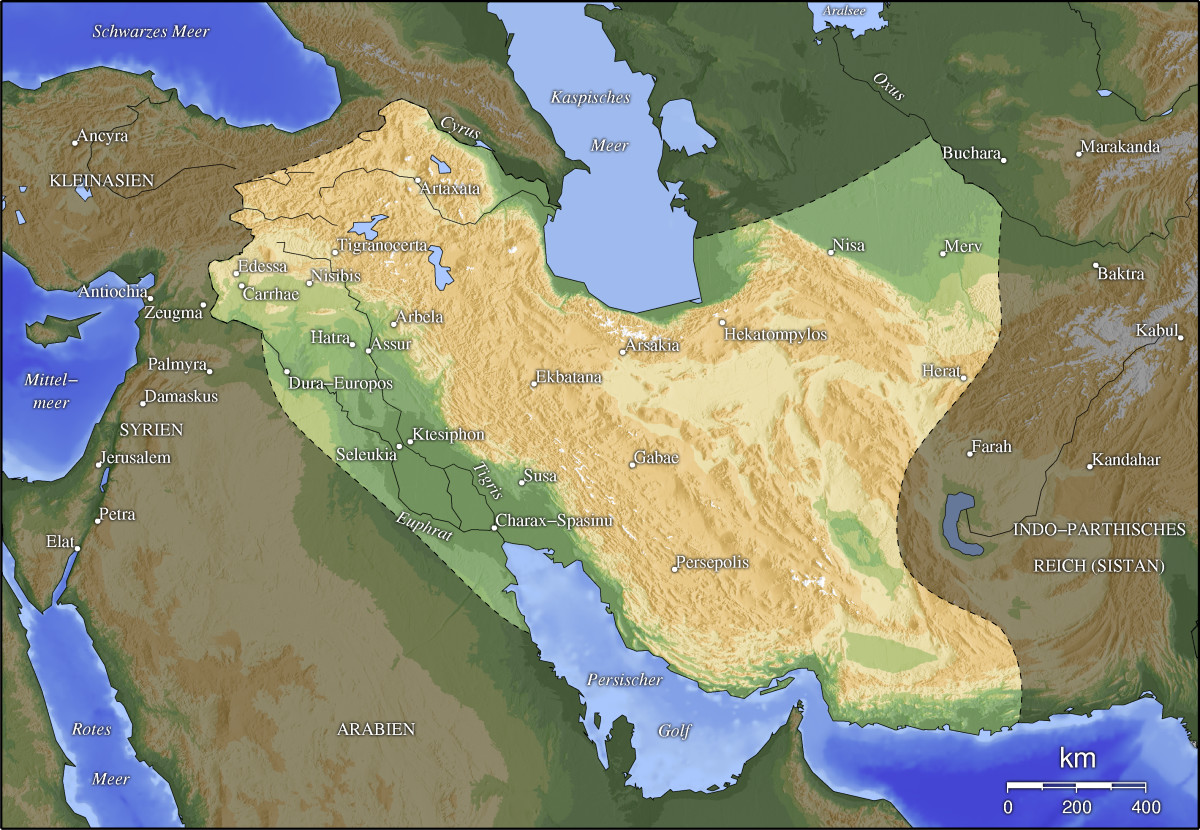
Ungefähre Ausdehnung des Partherreichs

### Beziehungen zwischen Rom und dem Partherreich
Der erste Kontakt zwischen Rom und dem Partherreich fand im Jahre 96 v. Chr. statt. Lucius Cornelius Sulla, damals Proprätor in der Provinz Kilikien in Kleinasien, traf am oberen Euphrat mit einer Gesandtschaft des parthischen Großkönigs Mithridates II. zusammen. Vermutlich wurde bei diesem Treffen der Euphrat als Interessengrenze der beiden Großmächte ausgemacht. Nach einer Periode beiderseitiger Neutralität wurde 69 v. Chr. unter Lucius Licinius Lucullus ein Vertrag abgeschlossen, der die Euphratgrenze bestätigte. Auch Gnaeus Pompeius Magnus erkannte die Euphratgrenze an, wiewohl seine Heerführer auf ihren Kriegszügen mehrmals den Euphrat überschritten.

### Gründe für den Feldzug

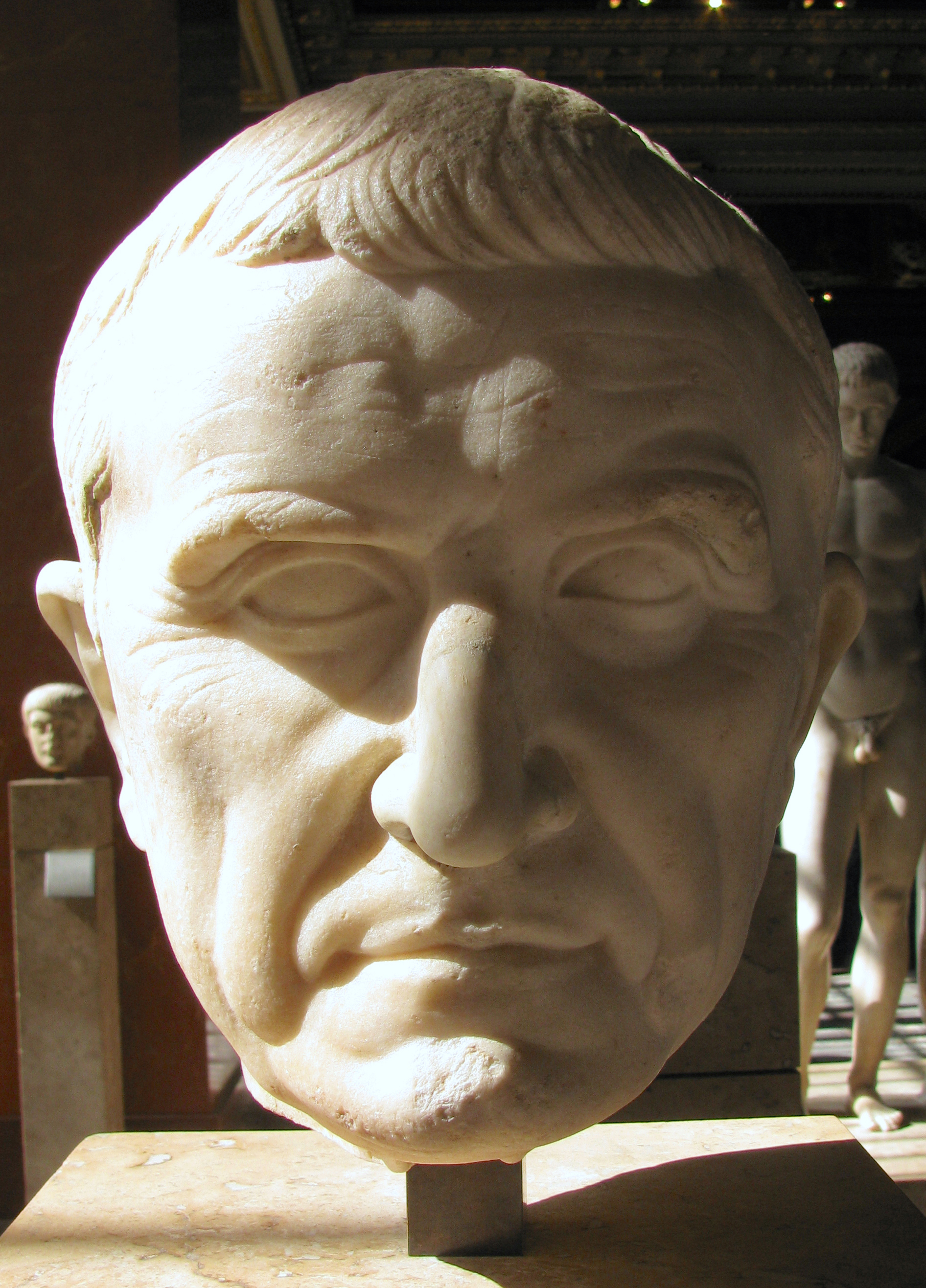
Marcus Licinius Crassus

Als die Gesandtschaft des Partherkönigs Orodes II. den Feldherrn Marcus Licinius Crassus nach dem Grund für  Partherkrieg gefragt habe, sei dieser nur in Lachen ausgebrochen und habe erwidert, er wolle seine Antwort auf die Frage in der parthischen Hauptstadt Seleukia geben, so Plutarch. Auch wenn diese Anekdote vermutlich mehr zur Hervorhebung von Crassus‘ Hochmut und Arroganz dient, reiht sie sich damit in die übrigen negativen Urteile über den Feldherrn und seine Kriegsgründe ein. In der antiken Überlieferung werden als Crassus’ Motive Ruhmsucht und die Aussicht auf reiche und vor allem leichte Beute genannt.
Als Mitglied des sogenannten Ersten Triumvirats, das in den 50er Jahren die römische Politik dominierte, stand er in einem Wettstreit mit Pompeius und Caesar. Während beide über einen ausgezeichneten militärischen Ruf verfügten, hatte Crassus in der Öffentlichkeit außer einem wenig ruhmvollen Sieg über das Sklavenheer des Spartacus nichts vorzuweisen. Wollte er mit beiden auch militärisch gleichziehen, benötigte er einen großen militärischen Erfolg. Womöglich spielte bei seinen Überlegungen auch eine Rolle, dass sich damals in Parthien nach längeren inneren Wirren Orodes II. durchgesetzt hatte und seine Herrschaft noch nicht völlig konsolidiert war.
Crassus begann schon kurz nach Antritt seines Konsulats 55 v. Chr., Truppen für den bevorstehenden Partherkrieg zu rekrutieren. Dabei musste er jedoch feststellen, dass dieser Krieg sich keiner Beliebtheit erfreute. Es war der optimatischen Opposition gelungen, die Öffentlichkeit davon zu überzeugen, dass es für den bevorstehenden Krieg keinen ausreichenden Grund gab. Es waren keinerlei Aggressionen von Seiten der Parther gemeldet worden, und selbst als während der Feldzüge des Pompeius dessen Heerführer mehrmals den Euphrat überschritten, sahen die Parther darin keinen Grund zu Gegenaktionen. Die Stimmung war so sehr gegen diesen Krieg, dass ein oder mehrere Volkstribunen (je nach Überlieferung) versuchten, Crassus’ Auszug wegen Unheil verkündender Vorzeichen zu verhindern. Als er dennoch aufbrach, rief ihm der Volkstribun Ateius am Stadttor vor einem brennenden Altar furchtbare Flüche nach.

## Der Partherkrieg

### Crassus’ Aufbruch zum Feldzug (55 v. Chr.)
Nachdem Crassus seine Anwerbungen abgeschlossen hatte, brach er im Winter des Jahres 55 v. Chr. von Brundisium aus auf und landete mit seinem Heer in Dyrrhachium. Über Epirus, Makedonien und Thrakien zogen die römischen Streitkräfte nach Kleinasien, wo sie im Frühjahr 54 v. Chr. eintrafen und Crassus in Antiochia am Orontes seine Statthalterschaft übernahm. Nach der Übernahme seiner Statthalterschaft verfügte Crassus über etwa neun Legionen.

### Erster Feldzug (54 v. Chr.)
Crassus eröffnete die Kriegshandlungen, indem er an der Spitze seines Heeres von wahrscheinlich sieben Legionen den Euphrat bei Zeugma überschritt. Ohne auf großen Widerstand zu stoßen – der Partherkönig Orodes II. hatte seine Herrschaft noch nicht vollständig konsolidiert und verfügte über keine ausreichende Streitmacht, die er den Römern hätte entgegenschicken können – gelang es den römischen Verbänden, bis Carrhae vorzustoßen und von dort aus dann entlang des Belich, eines Nebenflusses des Euphrat, bis nach Nikephorion. Die mesopotamischen Städte östlich des Euphrat ergaben sich den Römern ohne Gewalt, darunter Carrhae, Ichnae und Nikephorion. Nachdem der Triumvir in den größeren mesopotamischen Orten etwa 7.000 Mann Fußvolk und 1.000 Reiter als Besatzung zurückgelassen hatte, zog er sich mit dem Gros seines Heeres in die Winterlager seiner Provinz Syrien zurück, obwohl sich ihm die Möglichkeit geboten hätte, mit einem sofortigen Angriff gegen Seleukia und Ktesiphon einen raschen Erfolg erzielen zu können. Vermutlich hatte der römische Feldherr erkannt, dass seine Kavallerieverbände für den Kampf gegen die kavalleristisch überlegenen Parther völlig unzureichend waren.

### Die Entwicklungen während des Winters 54/53 v. Chr.

#### Entwicklungen auf römischer Seite
Die Hauptziele, die Crassus während des Winters 54/53 v. Chr. verfolgte, waren zum einen die Aufstockung seiner Kavallerieverbände und zum anderen die Sicherstellung der Finanzierung des Krieges für die nächsten Jahre. So versuchte er von dem armenischen König Artavasdes und anderen Verbündeten die Gestellung von größeren Reiterverbänden zu erreichen und griff auf die Tempelschätze seiner Provinz zurück; aus dem Tempel in Jerusalem soll Edelmetall im Werte von – möglicherweise – 10.000 Talenten abtransportiert worden sein (historische Quellen neigen bekanntlich zu Übertreibungen). Auch Crassus’ Sohn, Publius Licinius Crassus, stieß damals mit einer 1.000 Mann starken Abteilung keltischer Reiter zu ihm. Mit den Armeniern wurde eine Vereinbarung getroffen, nach der die armenischen Truppen von Norden her ins Partherreich einfallen sollten – den Vorschlag des armenischen Königs Artavasdes, der den Römern anbot, über das historische Armenien ins Partherreich einzufallen und für diesen Fall 10.000 gepanzerte Reiter und 3.000 Mann Fußvolk zu stellen, lehnte der römische Feldherr ab.

#### Entwicklungen auf parthischer Seite
Auf parthischer Seite war es Orodes II. inzwischen gelungen, seine Herrschaft zu festigen. Er verfügte nun über ausreichende militärische Kräfte, um sowohl gegen die römischen Verbände als auch gegen die abtrünnigen Armenier vorzugehen. Während der Großkönig selbst das Oberkommando im Kampf gegen die Armenier übernahm, übergab er den Oberbefehl im Kampf gegen die Römer einem Feldherrn aus dem Fürstenhaus der Suren, Surenas.
Mit einem Vorstoß bis zum Unterlauf des Tigris gelang es Orodes II., den Armeniern zuvorzukommen, bevor diese ihrer Vereinbarung mit den Römern, von Norden her ins Partherreich einzufallen, nachkommen konnten. Der Großkönig band so beachtliche Kräfte, die Crassus, wie sich noch herausstellen sollte, dringend hätte brauchen können. Surenas hingegen hatte mit seinem Heer die in den mesopotamischen Städten zurückgelassenen römischen Besatzungstruppen überfallen und aufgerieben.

### Zweiter Feldzug und die Schlacht bei Carrhae (53 v. Chr.)
Unter dieser sich für die römische Seite ungünstig entwickelnden militärischen Gesamtlage führte Crassus sein Heer im Frühjahr des Jahres 53 v. Chr. auch diesmal bei Zeugma über den Euphrat. Laut Plutarch war das römische Heer insgesamt sechs Legionen, 4000 Reiter und 4000 Leichtbewaffnete stark; aufgrund dieser Angaben kann auf eine Gesamtstärke von zwischen 36.000 und 43.000 Mann geschlossen werden. Crassus folgte zunächst dem Euphrat, um dann mit einem Schwenk durch die Sandwüste nach Osten gegen den Belich vorzugehen. Dieser Schwenk, über den bei den römischen Offizieren keine Einigkeit herrschte, soll Crassus auf Anraten eines arabischen Fürsten, Abgaros von Osroene, vorgenommen haben und damit in die Falle des Surenas gegangen sein. Dieser hatte nämlich bislang jedes Treffen mit den römischen Streitkräften vermieden und diese in die wald- und wasserlose Wüste gelockt. Nachdem die römische Vorhut in Feindkontakt gekommen war, ließ Crassus sein Heer ein Karree bilden, wobei jede Seite aus zwölf Kohorten und entsprechender Reiterei bestand. Während Crassus im Zentrum Stellung bezog, kommandierte Gaius Cassius Longinus den linken und sein Sohn Publius Crassus den rechten Flügel. In dieser Aufstellung schließlich kam es Anfang Juni 53 v. Chr. 30 Kilometer südlich von Carrhae zur Schlacht.

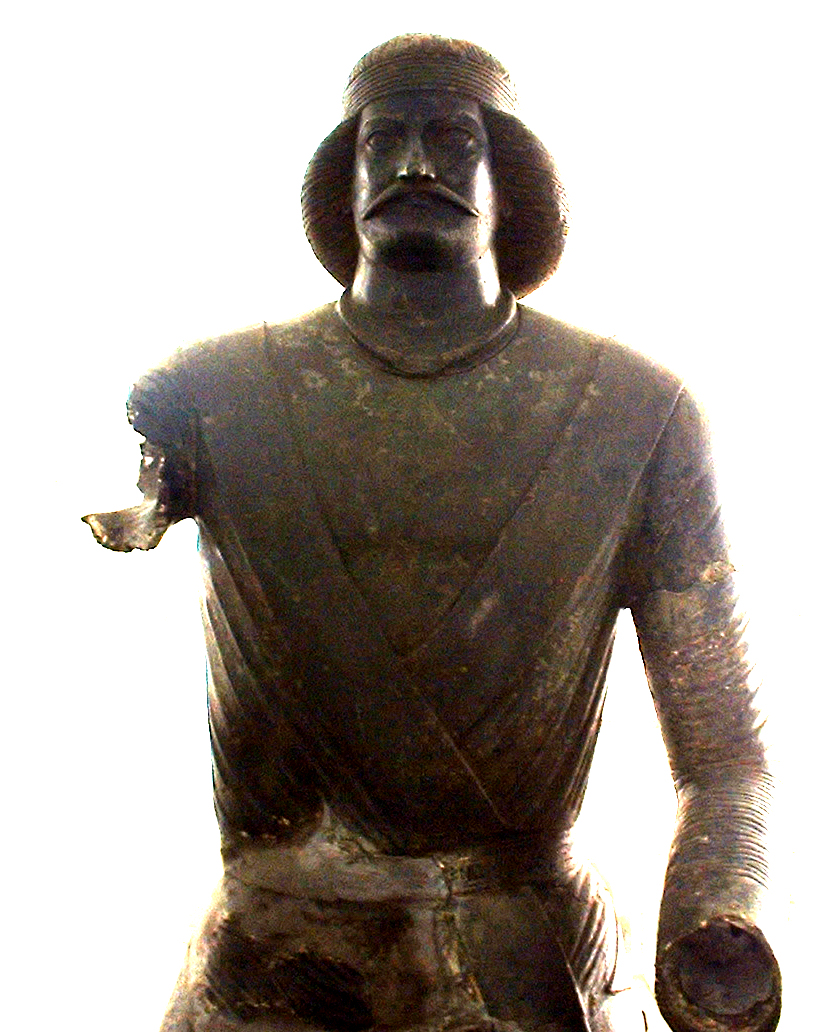
Statue eines parthischen Adligen

Surenas, der seine Hauptkräfte die ganze Zeit hinter den Vorausabteilungen verborgen hatte, ließ seine Schwere Reiterei frontal angreifen. Die Parther versuchten die römischen Reihen zu durchbrechen, wurden aber zurückgeschlagen. Die schwere Reiterei zog sich fluchtartig zurück, während die leichte Reiterei versuchte, Crassus an der rechten Flanke zu umgehen und einzuschließen. Um dies zu verhindern, gab Crassus seiner Reiterei den Befehl, gegen die parthischen Reiter vorzugehen, wobei die römische Reiterei jedoch unter dem Pfeilhagel der Parther zum Rückzug gezwungen wurde. Nun erteilte der römische Feldherr seinem Sohn Publius den Befehl, mit einer Streitmacht von 1300 Reitern, 500 Bogenschützen und acht Kohorten gegen den Feind vorzugehen. Vor diesem Angriff des jungen Crassus zogen sich die Parther zurück und lockten damit den römischen Verband immer weiter vom Gros weg, um ihn dann einzuschließen und zu vernichten. Publius Crassus (der Sohn des Marcus Lucinius Crassus) wurde während dieses Gefechts schwer verwundet und nahm sich in Anbetracht der Niederlage das Leben. Von diesem Erfolg angespornt, setzten die Parther ihre Angriffe auf das römische Heer mit noch größerem Elan fort. Die ganze Zeit wurde das römische Heer mit Pfeilen beschossen, abgesprengte Teile des Heeres mit schwerer Kavallerie attackiert. Es gelang den Parthern sogar, die römischen Verbände einzukreisen. Die Hoffnung der Römer, dass die Gegner bald ihren Pfeilevorrat verschossen hätten, erwies sich als haltlos, denn die Parther führten mit einem Korps von 1000 Kamelen ständig neue Pfeile zu. Erst als die Nacht hereinbrach, ließen die Parther von ihrem Gegner ab. Während Crassus, der an diesem Tag 10.000 Mann durch Tod oder Verwundung verloren hatte, apathisch geworden war, riefen die römischen Befehlshaber einen Kriegsrat ein. Da an eine Fortsetzung der Offensive durch den großen Verlust an Kavallerie nicht mehr zu denken war, wurde der sofortige Abmarsch im Schutze der Nacht nach Carrhae beschlossen, während rund 4000 Verwundete zurückgelassen werden mussten.

### Der Rückzug
Die Parther wurden zwar durch die Schreie der zurückgelassenen römischen Soldaten auf den Rückzug der römischen Hauptstreitmacht aufmerksam, verzichteten jedoch in der Nacht auf eine Verfolgung. Am nächsten Morgen stürmten die Parther das römische Lager und töteten die 4.000 zurückgelassenen Verwundeten. Als die römische Armee endlich in Carrhae angekommen war, hatte Crassus weitere vier Kohorten verloren – sie hatten sich unter der Führung ihres Legaten von den Hauptkräften getrennt, waren vom Wege abgekommen und von den Parthern völlig aufgerieben worden. Nach einigen Tagen Aufenthalt in Carrhae wurde beschlossen, den Rückmarsch fortzusetzen und sich zur römischen Provinz Syria (fast identisch mit dem gegenwärtigen Syrien) durchzuschlagen. Man versuchte die nördlich liegenden schützenden Berge zu erreichen, doch war der Rückweg beschwerlich. Crassus selbst wurde mit dem Kern des Heeres von einem verräterischen Führer, Andromachos, in die Irre gelockt und auf einem Hügel eingeschlossen. Der parthische Feldherr bot Crassus Verhandlungen an, die dieser auf Drängen seiner Soldaten annehmen musste. Bei der Aufnahme der Verhandlungen wurde Crassus niedergemacht, nachdem er sich geweigert hatte, ein Pferd zu besteigen, auf dem ihn die Parther in ihr Lager bringen wollten. Die übrigen römischen Truppen ergaben sich danach kampflos, nur wenigen Abteilungen, darunter eine von Cassius geführte, gelang der Durchbruch nach Syrien. Alles in allem wurden vermutlich 20.000 Römer getötet, 10.000 gerieten in Gefangenschaft.

### Die Folgen
Die Schlacht von Carrhae war der erste Zusammenstoß der beiden Großmächte Rom und Parthien und endete in einer der größten Niederlagen in Roms Geschichte überhaupt. Dennoch änderte die vernichtende Niederlage nichts am Kräftegewicht im Orient, da die Parther nicht direkt zu einer größeren Offensive übergingen bzw. zu dieser Zeit wenig Interesse daran hatten. In den Folgejahren kam es ebenfalls nicht zum großen Krieg gegen Rom, zumal es in Parthien Thronwirren gab, welche, mit Unterbrechungen, sogar noch bis nach dem Tod des Augustus andauerten. Dennoch prägte die Schlacht mehr als drei Jahrzehnte lang die Beziehungen zwischen den beiden Mächten. Denn Crassus’ misslungener Partherfeldzug führte im römischen Volk und gerade in der senatorischen Oberschicht zu der Ansicht, man müsse die verlorengegangenen Feldzeichen (Aquilae) der Legionen zurückerhalten, notfalls mit Gewalt. Caesar war daher soeben im Begriff, einen Feldzug im Osten zu beginnen, als er 44 v. Chr. ermordet wurde; der Versuch Marc Antons, die Parther militärisch zu besiegen, scheiterte einige Jahre später. Als Augustus 30 v. Chr. Alleinherrscher geworden war, erwartete man daher von ihm einen Revanchekrieg im Osten. Es war unter anderem der Druck dieser Forderung, welchen Augustus berücksichtigen musste, als er im Jahre 20 v. Chr. Frieden mit den Parthern schloss. Gegen die Anerkennung der Euphratgrenze erhielten die Römer damals die bei Carrhae verlorenen Feldzeichen sowie einige überlebende Kriegsgefangene zurück. Um zu kaschieren, dass er Crassus nicht hatte rächen können, ließ Augustus diesen Verhandlungsfrieden gegenüber der römischen Öffentlichkeit als einen unblutig errungenen großen Sieg über die Parther präsentieren.

## Die Schlacht bei Carrhae in der Literatur
- Ben Kane, The Forgotten Legion (Arrow Books 2008); deutsche Übersetzung Die Vergessene Legion (Bastei Lübbe 2016).